# Udeoides viridis
Udeoides viridis là một loài bướm đêm trong họ Crambidae.